# 22 tháng 12
Ngày 22 tháng 12 là ngày thứ 356 (357 trong năm nhuận) trong lịch Gregory. Còn 9 ngày trong năm. Trong tiết khí, ngày này hoặc ngày 21 tháng 12 là ngày đông chí.

## Sự kiện
- 69 – Hoàng đế La Mã Vitellius bị bắt giữ và xử tử tại Bậc thang Gemoniae tại thành La Mã.
- 880 – Quân khởi nghĩa Hoàng Sào đánh chiếm đông đô Lạc Dương của triều Đường, Đông đô lưu thủ Lưu Doãn Chương suất bá quan nghênh yết, tức ngày Đinh Mão (17) tháng 11 năm Canh Tý.
- 1788 – Nguyễn Huệ xuất quân tiến ra Bắc Hà để giao chiến với quân Thanh, lên ngôi hoàng đế, lấy niên hiệu Quang Trung, tức ngày 25 tháng 11 năm Mậu Thân
- 1808 – Ludwig van Beethoven chỉ huy và biểu diễn tại Nhà hát Wien ở thủ đô Đế quốc Áo trong lần trình diễn đầu tiên các nhạc phẩm của ông: bản giao hưởng số 5, bản giao hưởng số 6, Concerto Piano số 4 (Beethoven tự trình diễn) và Huyễn tưởng khúc Hợp xướng (Beethoven chơi piano).
- 1885 – Itō Hirobumi, một samurai, trở thành Thủ tướng Nhật Bản đầu tiên.
- 1891 – 323 Brucia trở thành tiểu hành tinh được khám phá bằng việc sử dụng ảnh chụp.
- 1894 – Vụ Dreyfus bắt đầu tại Pháp khi Alfred Dreyfus bị kết án sai về tội mưu phản.
- 1942 – Chiến tranh thế giới thứ hai: Adolf Hitler ký lệnh phát triển Tên lửa V-2 như một loại vũ khí.
- 1944 – Việt Nam Tuyên truyền Giải phóng quân, tiền thân của Quân đội Nhân dân Việt Nam, được thành lập tại Cao Bằng.
- 1964 – Lockheed SR-71 Blackbird (Blackbird) có chuyến bay thử nghiệm đầu tiên tại Palmdale, California.
- 1974 – Đa số cử tri ba hòn đảo Grande Comore, Anjouan và Mohéli bỏ phiếu thuận để hình thành quốc gia Comoros từ Pháp, đa số cử tri đảo Mayotte bỏ phiếu chống.
- 1978 – Hội nghị toàn thể lần thứ ba của Ủy ban Trung ương Đảng Cộng sản Trung Quốc khóa 11 bế mạc tại Bắc Kinh. Từ đó, dưới sự lãnh đạo của Đặng Tiểu Bình, Trung Quốc bắt đầu tiến theo con đường cải cách khai phóng.
- 1989 – Lãnh tụ Cộng sản Romania Nicolae Ceauşescu bị Ion Iliescu lật đổ sau nhiều ngày chạm trán đẫm máu. Nhà độc tài bị phế truất cùng phu nhân trốn khỏi thủ đô bằng một chiếc máy bay lên thẳng.
- 1990 – Quần đảo Marshall và Liên bang Micronesia giành được độc lập cuối cùng sau khi chấm dứt ủy trị
- 1991 – Các nhóm đối lập có vũ trang tiến hành một cuộc đảo chính quân sự chống lại Tổng thống Gruzia Zviad Gamsakhurdia
- 2010 – Tổng thống Hoa Kỳ ký thành luật về việc bãi bỏ chính sách Không hỏi, không nói, một chính sách nhằm cấm người đồng tính luyến ái công khai phục vụ trong Quân đội Hoa Kỳ.
- 2018 – Giáo phận Hà Tĩnh được thành lập

## Sinh
- 244 – Diocletianus, hoàng đế La Mã (m. 311)
- 1130 – Tế Công, tức Lý Tu Duyên Là Tu Sĩ Người Trung Quốc
- 1300 – Hòa Thế Lạt, tức Nguyên Minh Tông hay Hốt Đô Đốc hãn, hoàng đế triều Nguyên và đại khả hãn Đế quốc Mông Cổ, tức ngày Nhâm Tý (11) tháng 11 năm Canh Tý
- 1483 – Mạc Thái Tổ, vua sáng lập nhà Mạc (tức 23 tháng 11 năm Quý Mão) (m. 1541)
- 1639 – Jean Racine, nhà viết kịch người Pháp (m. 1699)
- 1799 – Carlo Ludovico, quốc vương người Ý (m. 1883)
- 1822 – Georg Demetrius von Kleist, tướng lĩnh người Đức (m. 1886)
- 1823 – Jean-Henri Fabre, nhà sinh học người Pháp (m. 1915)
- 1856 – Frank Billings Kellogg, chính trị gia người Mỹ, đoạt giải Nobel Hòa bình (m. 1937)
- 1858 – Giacomo Puccini, nhà soạn nhạc người Ý (m. 1924)
- 1870 – Nguyễn Hữu Thị Nhàn, tôn hiệu Khôn Nguyên Hoàng thái hậu, chính thất của vua Đồng Khánh (m. 1935).
- 1878 – Cao Ngọc Anh, nhà thơ người Việt Nam (m. 1970)
- 1883 – Edgard Varèse nhà soạn nhạc người Pháp-Mỹ (m. 1965)
- 1887 – Srinivasa Ramanujan, nhà toán học người Ấn Độ (m. 1920)
- 1890 – Cao Văn Lầu, nhạc sĩ người Việt Nam (m. 1976)
- 1906 – Nguyễn Văn Hưởng, thầy thuốc và chính trị gia người Việt Nam (m. 1998)
- 1920 – Trần Công An, sĩ quan quân đội người Việt Nam (m. 2008)
- 1922 – Chu Văn, nhà văn người Việt Nam (m. 1994)
- 1935 – Huy Thục, nhạc sĩ và sĩ quan quân đội người Việt Nam
- 1940 – Cao Văn Phường, nhà giáo người Việt Nam
- 1940 – Luis Francisco Cuéllar, chính trị gia người Colombia (m. 2009)
- 1943 – Paul Wolfowitz, chính trị gia người Mỹ
- 1948 – Martin Yan, đầu bếp người Mỹ gốc Trung Quốc
- 1949 – Maurice Gibb, ca sĩ-người viết ca khúc và nhà sản xuất người Anh (m. 2003)
- 1949 – Robin Gibb, ca sĩ-người viết ca khúc và nhà sản xuất người Anh (m. 2012)
- 1955 – Thomas Südhof, nhà hóa sinh học người Đức-Mỹ, đoạt giải Nobel Y học
- 1960 – Chu Hoa Kiện, ca sĩ và diễn viên người Hồng Kông-Đài Loan
- 1960 – Hirai Kazuo, doanh nhân người Nhật Bản
- 1962 – Ralph Fiennes, diễn viên người Anh
- 1963 – Giuseppe Bergomi, cầu thủ bóng đá người Ý
- 1972 – Vanessa Paradis, ca sĩ người Pháp
- 1979 – Hanyu Naotake, cầu thủ bóng đá người Nhật Bản
- 1983 – Jennifer Hawkins, người mẫu người Úc, Hoa hậu Hoàn vũ 2004
- 1986 – Umar Farouk Abdulmutallab, tên khủng bố người Nigeria
- 1989 – Jordin Sparks, ca sĩ-người viết ca khúc và diễn viên người Mỹ
- 1989 – Trần Thị Thu Hà, vận động viên thể dục nhịp điệu người Việt Nam
- 1993 – Meghan Trainor, ca sĩ - nhạc sĩ người Mỹ

## Mất
- 69 – Vitellius, hoàng đế của Đế quốc La Mã (s. 15)
- 1603 – Mehmed III, sultan của Đế quốc Ottoman (s. 1566)
- 1641 – Maximilien I de Béthune, quý tộc và chính trị gia người Pháp (s. 1559)
- 1867 – Jean-Victor Poncelet, nhà toán học người Pháp (s. 1788)
- 1870 – Gustavo Adolfo Bécquer, nhà thơ, nhà văn người Tây Ban Nha (s. 1836)
- 1880 – George Eliot, nhà văn người Anh (s. 1819)
- 1902 – Richard von Krafft-Ebing, nhà tâm thần học người Đức-Áo (s. 1840)
- 1915 – Otto von Emmich, tướng lĩnh người Đức (s. 1848)
- 1936 – Nikolai Alekseyevich Ostrovsky, nhà văn tại Liên Xô (s. 1904)
- 1949 – Võ Liêm Sơn, nhà giáo, nhà văn, nhà hoạt động chính trị người Việt Nam (s. 1888)
- 1984 – Nguyễn Hiến Lê, nhà văn, nhà ngôn ngữ học người Việt Nam (s. 1912)
- 1989 – Samuel Beckett, nhà văn người Ireland, đoạt giải Nobel (s. 1906)
- 1995 – James Meade, nhà kinh tế học người Anh, đoạt giải Nobel (s. 1907)
- 2009 – Luis Francisco Cuéllar, chính trị gia người Colombia (s. 1940)
- 2020 – Lam Phương, nhạc sĩ người Việt Nam (s. 1937).
- 2021 – Nguyễn Hiền, thiếu tướng người Việt Nam (s. 1930).

## Những ngày lễ và kỷ niệm
- 1944 – Việt Nam Tuyên truyền Giải phóng quân (nay là Quân đội nhân dân Việt Nam) được thành lập
- 1989 – Ngày hội Quốc phòng toàn dân Việt Nam
- 1890 – Ngày sinh nhạc sĩ Cao Văn Lầu